# ジョージ・ブース (第2代ウォリントン伯爵)

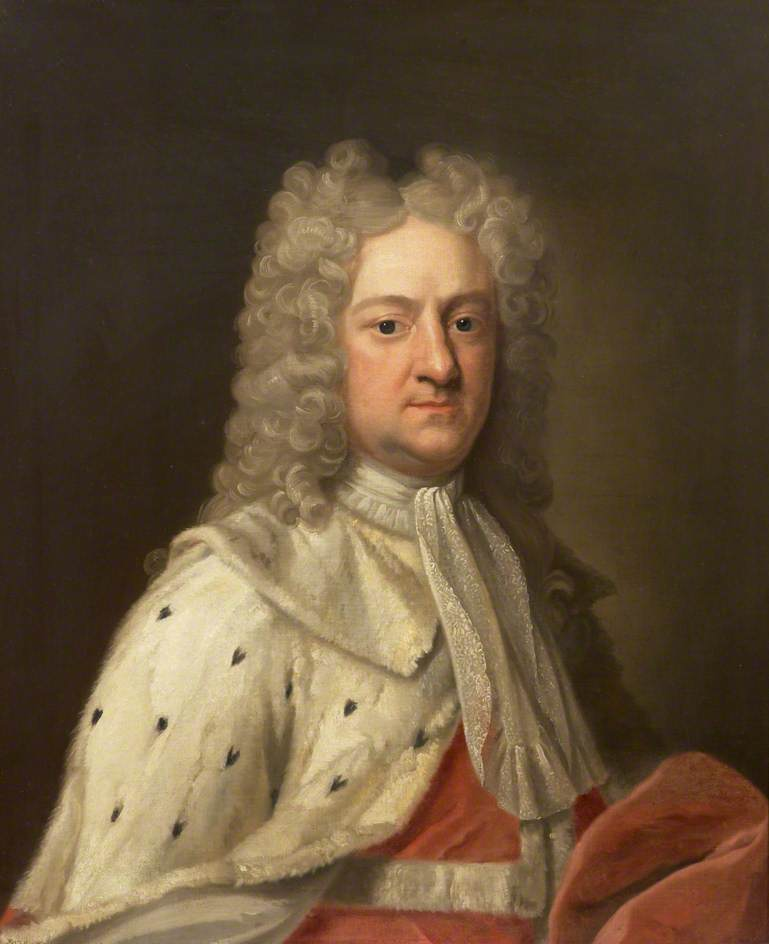
ゴドフリー・ネラーによる肖像画、1700年代。

第2代ウォリントン伯爵ジョージ・ブース（英語: George Booth, 2nd Earl of Warrington、1675年5月2日 – 1758年8月2日）は、イングランド貴族。1690年から1694年までデラミア男爵（Baron Delamer）の儀礼称号を使用した。

## 生涯
初代ウォリントン伯爵ヘンリー・ブースとメアリー・ランガム（Mary Langham、1653年3月10日洗礼 – 1691年3月23日、第2代準男爵サー・ジェームズ・ランガムの娘）の息子として、1675年5月2日にミア・ホールで生まれた。父は名誉革命前後の時期でも急進的なホイッグ党員の1人であり、1688年11月にオラニエ公ウィレム3世（後のイングランド王ウィリアム3世）がイングランドに上陸したときに自ら部隊を率いてチェシャーからロンドンに向かった経緯がある。そのため、父は政治における出費が多く、出兵直前の1688年10月に書いた遺言状では24,315ポンドの負債を残していたが（歴史家による試算では5万ポンドに上るともされる）、地所からの年収はわずか2,000ポンドで、さらに姉妹のエリザベス（1697年没）とメアリー（1741年没）、弟ランガム（1724年没）とヘンリー（1726年没）への支払いも指定されていた。

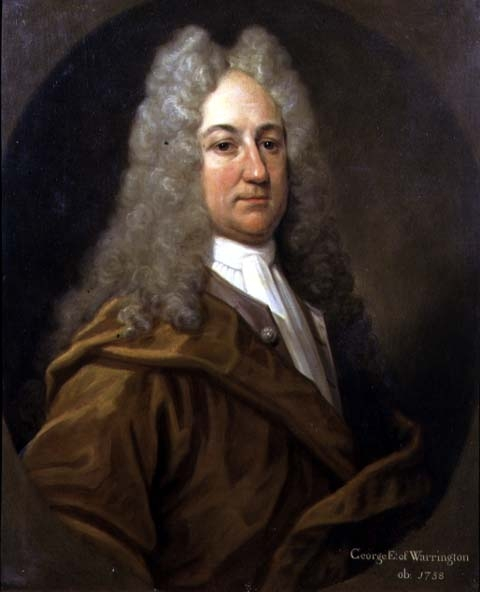
ウィリアム・ホーアによる肖像画、1730年頃。

1694年1月2日に父が死去すると、ウォリントン伯爵の爵位を継承した。爵位継承と同時にチェシャー統監に任命されたとする文献もあるが、公式には就任していないものとして扱われている。父の死去から3週間後、1688年10月の遺言状が紙くずの箱から発見されたが、金遣いがあまりにも荒い遺言状に対し第2代ウォリントン伯爵は遺言状が父の死去から5年以上前に書かれたもの（従って最新の遺言状ではない）と、紙くずの箱から発見されたことを理由に遺言状が無効であると主張した。姉妹エリザベスら親族との裁判の末、1698年7月に遺言状が有効であるとの裁定が下され、第2代ウォリントン伯爵も受け入れざるを得なかった。以降ウォリントン伯爵は財政の立て直しに一生をかけ、父が政治活動に明け暮れたため領地管理がおろそかになり、財政上の破滅を招いたと考えて政界への関与を控えるようになった。
貴族院には1696年10月26日に初登院し、同年にジャコバイト陰謀に加担した者への厳罰を主張、12月には第3代準男爵サー・ジョン・フェンウィックの私権剥奪（attainder）に賛成票を投じた。その後、1699年から1700年までの会期を除いて、ウィリアム3世の死去まで7、8割の出席率を維持し、カントリ派ホイッグ党の一員としてジャントーに反対した。1701年11月イングランド総選挙と1702年イングランド総選挙ではチェシャー選挙区におけるホイッグ党の候補を支持したが、曖昧で逡巡した態度だったため疑いを呼び、ホイッグ党の候補への支持を諦めたとの噂が出回るほどであった。
アン女王が即位した後は貴族院への登院が3割から5割に減ったが、1710年のヘンリー・サシェヴェレル弾劾裁判には出席、サシェヴェレルの弾劾に賛成票を投じた。同1710年にロバート・ハーレーが政権を握ると、ハーレーは初代ウォリントン伯爵への年金のうちの未払金（初代ウォリントン伯爵は1690年に2,000ポンドの年金を与えられていたが、同年中に支払いがなされなくなり、1694年初の初代伯爵の死去に伴い打ち切られた。第2代ウォリントン伯爵は未支払金額を6,500ポンドと計算した）を払うことを約束して、第2代ウォリントン伯爵の政権支持を取り付けた。しかし、ウォリントン伯爵にとっては未払金の支払いであっても、ハーレーにとっては政治取引を理由とした支払いであり、しかも1713年12月に1,000ポンドを支払っただけで以降2度と支払わなかったため、ウォリントン伯爵は激怒、さらに1714年6月にアン女王が未払金の支払いの件を知らされていないと知ると、ウォリントン伯爵はハーレーとの文通を打ち切った。
1714年にジョージ1世が即位した後、ランカシャー副統監の1人に任命された。この頃までに55,548ポンド分の負債を支払うことに成功しており、ウォリントン伯爵はそれを誇りに思ったという。また、1715年3月より1,000ポンドの年金を与えられ、1717年に1,500ポンドに増額されたが、やがて支払いが遅滞するようになり、1729年5月に実質的に打ち切られると、ウォリントン伯爵は議会で野党に回った。その後も貴族院への登院を続け、1754年11月15日に最後の登院をした。
1758年8月2日に死去した。ウォリントン伯爵の爵位は断絶、デラミア男爵の爵位は叔父ロバートの息子ナサニエルが継承、ダナム・マッシー・ホールの地所は娘メアリーが継承した。娘メアリーの息子にあたる第5代スタンフォード伯爵ジョージ・ハリー・グレイは1796年にデラミア男爵とウォリントン伯爵（第2期）に叙された。

## 家族
1702年4月9日、メアリー・オールドベリー（Mary Oldbury、1740年4月3日没、ジョン・オールドベリーの娘）と結婚、1女をもうけた。
- メアリー（1704年 – 1772年12月10日） - 1736年5月18日、第4代スタンフォード伯爵ハリー・グレイと結婚、子供あり

## 著作
- Considerations upon the Institution of Marriage, with some thoughts concerning the force and obligation of the marriage contract, wherein is considered how far divorces may or may not be allowed, By a Gentleman. Humbly submitted to the judgment of the impartial.（1739年、匿名で出版） - 気性の相違に基づく離婚を支持する論説であり、妻メアリーとの経験に基づく著作とされる[2]。2人は不仲で、1704年に娘メアリーが生まれた後は同じ邸宅に住んでいるにもかかわらず別居同然だったという[3]